# Källna
Källna is een plaats in de gemeente Klippan in het Zweedse landschap Skåne en de provincie Skåne län. De plaats heeft 94 inwoners (2005) en een oppervlakte van 15 hectare. Källna wordt voornamelijk omringd door akkers, ook stroomt een riviertje langs het dorp. De Europese weg 4 loopt iets ten zuiden van Källna.
In Källna staat de kerk Källna kyrka, deze kerk stamt uit 1871 en is gebouwd met rode bakstenen.
Klippan · Ljungbyhed · Östra Ljungby · Stidsvig · Klippans bruk · Krika · Riseberga · Allarp · Skäralid · Källna · Tornsborg · Färingtofta · Bonnarp · Gråmanstorp · Forsby